# 无正
无正（?—?），战国韓國人，韩宣惠王的相國。
无正為韓國公乘，韩相张谴得病将死，公乘怀金三十，问候张谴探疾。张谴受贿，故遂向韓王推荐公乘无正，称其重法敬畏王上，推舉他继任自己为相國。张谴死后，公乘无正为相。。